# شهرستان جبل حبشی
ناحیهٔ جبل حبشی (به عربی: مدیریة جبل حبشی) یک ناحیه در یمن است که در استان تعز واقع شده‌است.
ناحیهٔ جبل حبشی ۲۴٬۵۴۴ نفر جمعیت دارد.